# Ailuropoda baconi
Ailuropoda baconi — вимерлий бамбуковий ведмідь пізнього плейстоцену, 750 тисяч років тому, їй передували A. wulingshanensis і A. microta як предок A. melanoleuca. Про цю тварину відомо дуже мало; однак його останні скам'янілості були датовані пізнім плейстоценом.